# Chigny-les-Roses
Chigny-les-Roses is een gemeente in het Franse departement Marne (regio Grand Est) en telt 530 inwoners (1999). De plaats maakt deel uit van het arrondissement Reims.

## Geografie
De oppervlakte van Chigny-les-Roses bedraagt 4,4 km², de bevolkingsdichtheid is 120,5 inwoners per km².
De onderstaande kaart toont de ligging van Chigny-les-Roses met de belangrijkste infrastructuur en aangrenzende gemeenten.

## Demografie
Onderstaande figuur toont het verloop van het inwonertal (bron: INSEE-tellingen).